# Psammitis daisetsuzanus
Psammitis daisetsuzanus is een spinnensoort uit de familie van de krabspinnen (Thomisidae).
De wetenschappelijke naam van de soort werd in 1988 als Xysticus daisetsuzanus gepubliceerd door Hirotsugu Ono.